# Fauglia
Fauglia ist eine italienische Gemeinde der Provinz Pisa in der Region Toskana mit 3620 Einwohnern (Stand 31. Dezember 2023).

## Geographie

Lage von Fauglia in der Provinz Pisa

Der Ort liegt in einer Hügellandschaft ca. 20 km südlich der Provinzhauptstadt Pisa, ca. 65 km südwestlich der Regionalhauptstadt Florenz und ca. 25 km östlich von Livorno in der Nähe der Via Emilia und der Via Tosco-Romagnola. Der Ort liegt in der klimatischen Einordnung italienischer Gemeinden in der Zone D, 1 682 GR/G.
Fauglia liegt auf der westlichen Seite des Flusses Era, der das Ortsgebiet aber nicht berührt. Wichtige Flüsse im Gemeindegebiet sind der Isola (6 von 15 km im Gemeindegebiet) und der Torrente Tora (4 von 27 km im Gemeindegebiet).
Ortsteile (frazioni) sind Acciaiolo (34 m), Luciana (112 m), Poggio Pallone (51 m) und Valtriano (11 m).
Die Nachbargemeinden sind Collesalvetti (LI), Crespina Lorenzana und Orciano Pisano.

## Geschichte
Mit großer Wahrscheinlichkeit stammt der Name des Ortes vom lateinischen faba (Bohne), was über Favul(l)ia Castrum zu Fauglia wurde.
Schon seit der Antike wird die Gegend für die Landwirtschaft genutzt. Die ersten Ansiedlungen auf dem Gebiet der Gemeinde entstanden im Mittelalter. Der Ort wird in Quellen des 12. Jahrhunderts erwähnt, wobei die Kirche von San Lorenzo und eine Burg erwähnt sind. Nach Zugehörigkeit zum Einflussbereich der Republik Pisa kam der Ort ab 1345 für ungefähr ein halbes Jahrhundert unter die Herrschaft des Grafen Gabriello della Gherardesca, der das Volk gegen die Pisaner Herrschaft aufgewiegelt hatte. Anfang des 15. Jahrhunderts kam Fauglia nach einer langen Belagerung unter Florentinische Herrschaft. Nach einer Revolte im Jahre 1431 zerstörten die Florentiner die Befestigungsbauwerke von Fauglia, unter anderem auch die alte Burg. Der Herrschaft der Medici-Großherzöge verdankt der Ort den Bau einiger eleganter Adelspaläste.
Fauglia wurde, wie auch die Nachbargemeinden, bei einem Erdbeben im Jahre 1846 stark zerstört.

## Kultur und Sehenswürdigkeiten

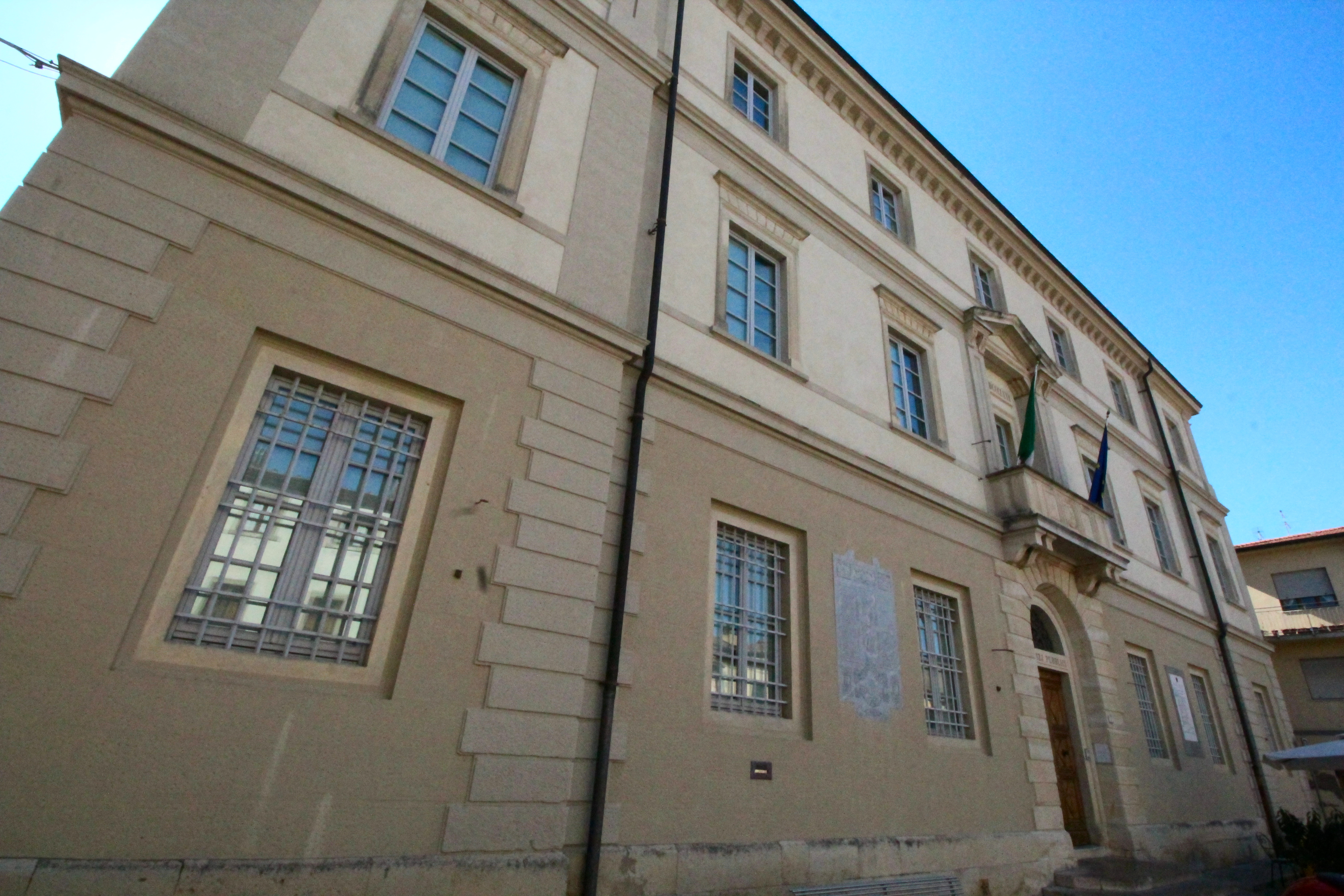
Rathaus

Das Ortsbild von Fauglia wird vor allem durch Gebäude aus der Zeit zwischen dem 17. und 19. Jahrhundert geprägt, darunter einige elegante Villen wie die Villa Trovarsi, in der die Schauspielerinnen Marta Abba und Cele Abba lebten. Weitere Villen sind Villa Negri, Villa Arnia und die Villa Rosselmini in Luciana.
Das Rathaus (Palazzo del Comune) in klassizistischem Stil stammt aus dem Jahre 1875. Das Theater (Teatro comunale) von Fauglia wurde Mitte des 19. Jahrhunderts errichtet.

### Kirchen

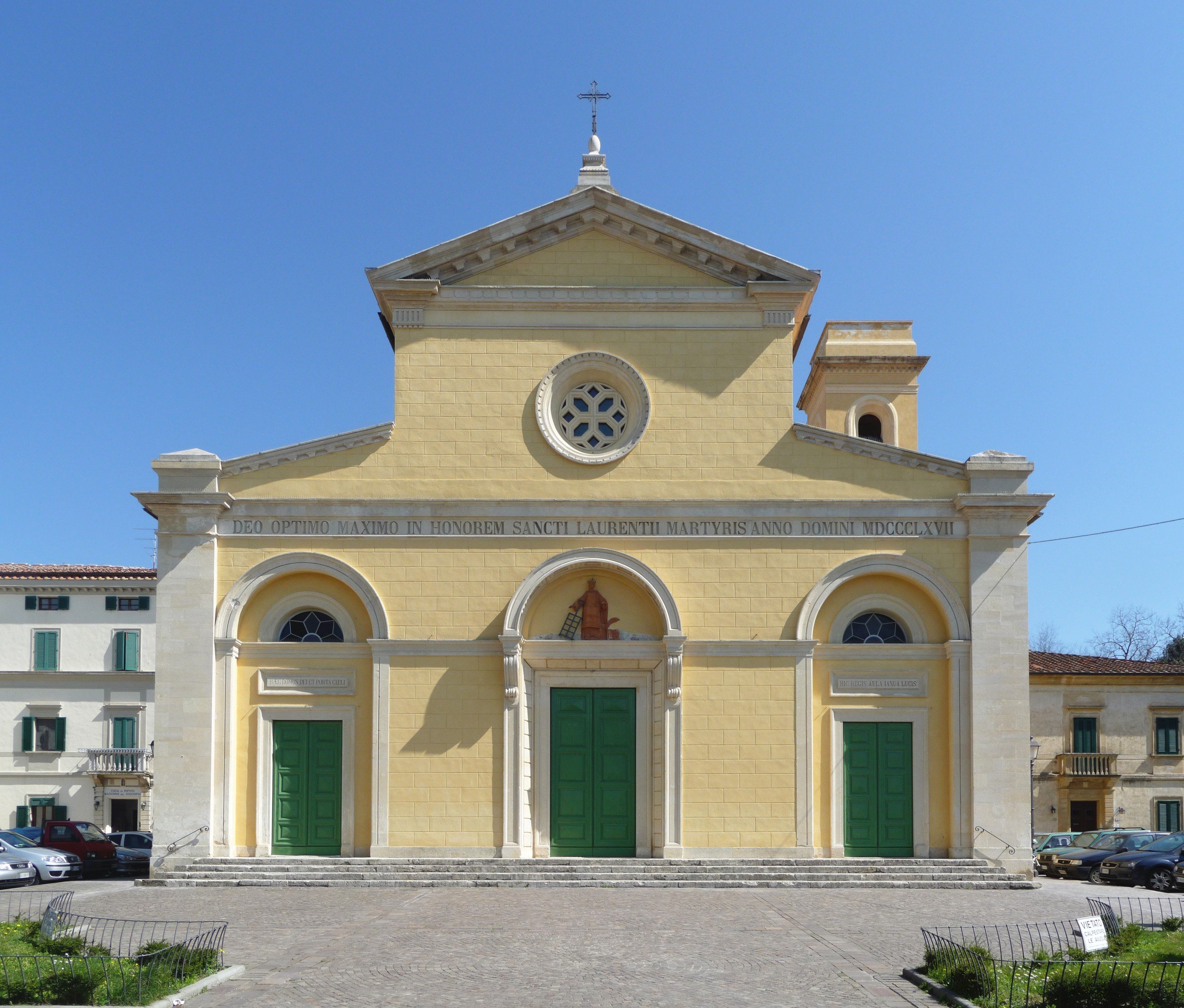
Chiesa di San Lorenzo

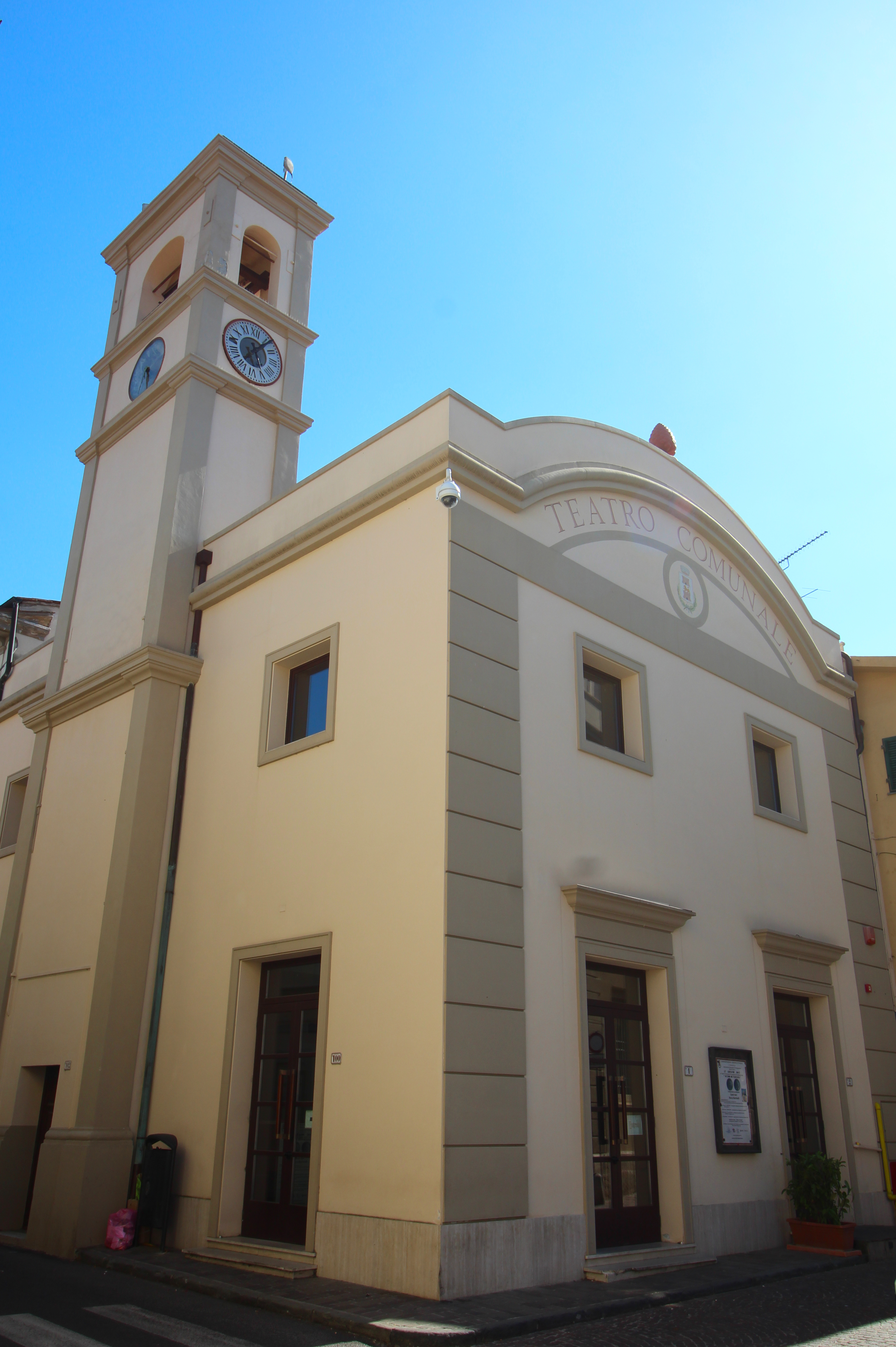
Teatro comunale

- Chiesa di San Lorenzo – Eine alte Pfarrkirche ist ab dem Jahr 1251 bezeugt. Nach dem Einsturz beim Erdbeben von 1846 wurde die Ruine aufgegeben und 1864 an anderer Stelle neu errichtet. Sie besitzt eine einfache Fassade im klassizistischen Stil. Der Kirchturm der alten Kirche (17. Jahrhundert) ist erhalten geblieben.
- Chiesa di Santa Lucia – Die Kirche im Ortsteil Luciana wurde 1740 als Erweiterung eines ab 1227 erwähnten Gebäudes errichtet. Bei dem Erdbeben von 1846 wurde die Kirche stark zerstört und 1856 restauriert.
- Chiesa di Santa Margherita da Cortona – 1958 entstandene Kirche im Ortsteil Valtriano

## Wirtschaft
Die Gegend um Fauglia ist besonders fruchtbar und reich an Wasser, und daher war der Ort immer schon ein landwirtschaftliches Zentrum. Heute ist davon der Weinbau noch bedeutend, ein Großteil der Bevölkerung arbeitet jedoch in anderen Bereichen Industrie, Handwerk, vor allem Holzverarbeitung und Textilien, sowie im Tourismus.

## Gemeindepartnerschaften
Fauglia unterhält mit folgenden Orten Gemeindepartnerschaften:
- Semriach (Österreich)
- Gmund am Tegernsee (Deutschland)

## Regelmäßige Veranstaltungen
- Fiera paesana – Dorffest Anfang August
- Festa patronale – Fest des Ortspatrons San Lorenzo am 10. August
- Fiera d’ottobre – Dorffest Mitte Oktober

## Söhne und Töchter der Gemeinde
- Raffaele Di Paco (1908–1996), italienischer Radrennfahrer
- Marcello Neri (1902 oder 1903–1993), italienischer Radrennfahrer